# أبو زمعة البلوي
أبو زمعة، عُبَيد بن أرقم البَلَوي، هو صحابي ممن شهد بيعة الرضوان وبايع الرسول تحت الشجرة. شَهد فتح مصر وغزا إفريقية مع معاوية بن حديج سنة 34 هـ. استشهد سنة 34 هـ / 654م خلال الغزوات الإسلاميّة لإفريقيّة في غزوة معاوية بن حديج وذلك إثر معركة ضدّ الجيوش البيزنطيّة قرب عين جلولة (30 كم غرب القيروان). وقد دفن جثمانه في موضع القيروان قبل تأسيسها. ويُعرف بالسيد «الحجّام» نِسبة إلى الحِجامة التي كان أبا زمعة يتعاطاها وكان يختص بها لدى الرسول صلى الله عليه وسلم.

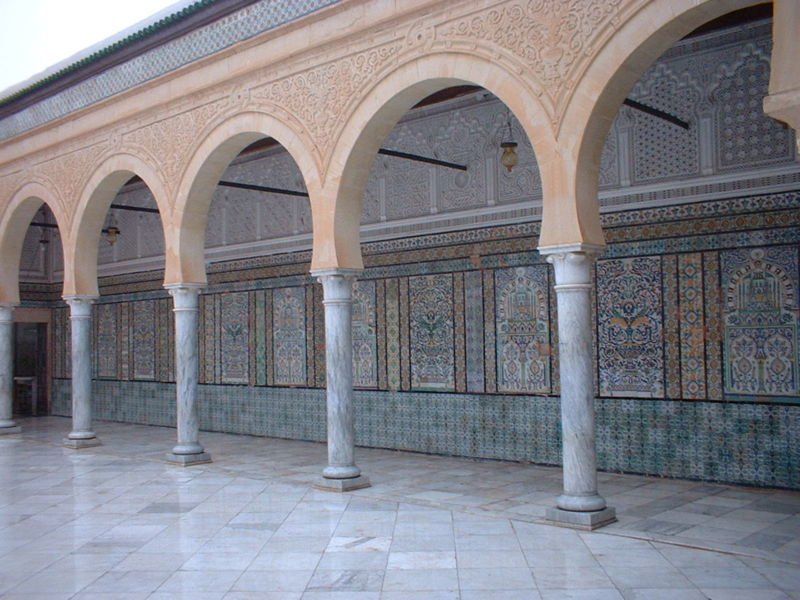
مقام أبي زمعة البلوي

له مقام من أهم المزارات الدينية بالبلاد التونسية ويرجع تاريخ بنائه إلى عهد حمودة باشا سنة 1072 هـ / 1663م.